# Beba Loncar
Beba Loncar, pseudonimo di Desanka Lončar (in serbo-croato Десанка Лончар?; Belgrado, 28 aprile 1943), è un'attrice jugoslava.

## Biografia
Nacque il 28 aprile 1943 a Belgrado, nel quartiere di Tašmajdan; nel 1960, mentre frequentava il liceo, venne notata dai produttori di Ljubav i moda. Dopo alcune piccole parti, la più rilevante delle quali in Nono cerchio (Deveti krug), film dedicato all'Olocausto, nel quale Beba interpretava Ruth, una giovane ebrea destinata al campo di concentramento nonostante tutti gli sforzi compiuti da una famiglia di Zagabria per evitarlo, la sua carriera prese decisamente una svolta internazionale. Infatti negli anni sessanta alcuni produttori americani, a causa degli alti costi di Hollywood, si rivolgevano all'Europa e, fra i tanti studi nati per soddisfare queste necessità, v'era anche l'Avala Film Studio di Belgrado, molto frequentato fin dall'inizio.

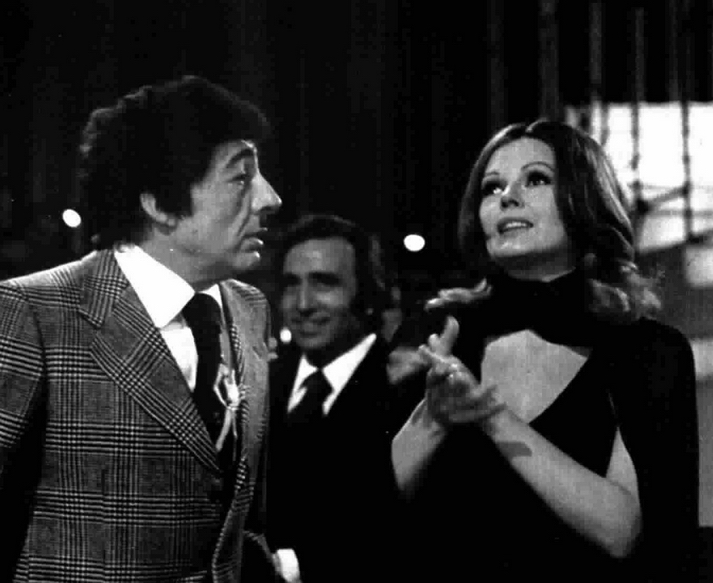
Gino Bramieri e Beba Loncar nella trasmissione televisiva Hai visto mai?

Nel 1963 il regista inglese Jack Cardiff stava preparando Le lunghe navi, film ambientato all'epoca dei vichinghi, con un cast importante che comprendeva tra gli altri Richard Widmark, Sidney Poitier e Rosanna Schiaffino. All'improvviso, l'attrice scelta per la parte di Gerda abbandonò il set e Cardiff fu costretto a cercare una sostituta. Per esigenze del copione, l'attrice doveva sembrare una vichinga, ma nessuna delle attrici a disposizione della produzione aveva le caratteristiche somatiche richieste. Curiosando negli studi, Cardiff notò casualmente alcune foto di scena di Beba e decise di scritturarla. La carriera internazionale di Beba Lončar era incominciata.
Nel 1964, chiamata da Mauro Bolognini, apparve in La donna è una cosa meravigliosa, film presentato al Festival di Venezia. Nello stesso anno la giovane attrice serba lavorò in Francia, Jugoslavia, Germania Ovest ed Italia. Nel 1966 il regista Pietro Germi le diede la prima parte importante della sua giovane carriera in Signore & signori, feroce rappresentazione di una provincia ipocrita e perbenista, Gran Premio al Festival di Cannes 1966. In seguito, tralasciando la carriera impegnata, partecipò a film di genere come Il massacro della foresta nera, Agente speciale L.K. (Operazione Re Mida), Una vergine per il bandito, Rapporto Fuller: base Stoccolma e Svetlana ucciderà il 28 settembre (gli ultimi due, per la regia di Sergio Grieco, ricavati entrambi dallo stesso girato).
Nel 1969 interpretò una parte secondaria in Cuore di mamma di Salvatore Samperi. Nel 1970 Mario Monicelli la volle in Brancaleone alle crociate, nel ruolo della principessa Berta d'Avignone, finta lebbrosa diretta in Terra Santa. Ebbe poi una parte nel film La ragazza dalla pelle di luna, che lancerà nel firmamento delle stelle Zeudi Araya e interpretò film di genere decamerotico come Decameron nº 3 - Le più belle donne del Boccaccio.
Durante gli anni settanta Beba Loncar partecipò a due serie della rubrica pubblicitaria televisiva Carosello: nel 1972 per il sapone Camay della Procter & Gamble e nel 1976 per il liquore a base di uovo Vov della Sili. Ma è nel 1974 che divenne un volto popolare, interpretando la ragazza del protagonista (Giancarlo Zanetti) nello sceneggiato Rai Ho incontrato un'ombra, diretto da Daniele D'Anza. La popolarità le consentì di apparire spesso in televisione, sia come ospite sia come conduttrice di vari programmi. Nello stesso anno appare nel secondo episodio del varietà televisivo Sabato sera dalle nove alle dieci accanto a Gigi Proietti a parodiare lo sceneggiato Jekyll, diretto e interpretato da Giorgio Albertazzi nel 1969.
Nel 1978 incise un disco, il 45 giri ...Dentro..., canzone dai vaghi ammiccamenti erotici in cui non canta ma recita su una base musicale composta da Enrico Riccardi, un testo scritto per lei da Luigi Albertelli. Nello stesso anno partecipa alla trasmissione televisiva condotta da Lando Buzzanca Settimo anno in un episodio giocato su un equivoco. La sua carriera cinematografica diradò fino a terminare nel 1983 dopo la nascita del figlio. Il suo ultimo film è La villa delle anime maledette, del 1982. In seguito, Beba Loncar è ritornata in Jugoslavia, stabilendosi a Spalato, dove il marito gestiva uno dei locali più noti della città. Alla fine degli anni novanta, lasciato il marito, è tornata con un nuovo compagno nella natia Belgrado.

## Filmografia

### Cinema

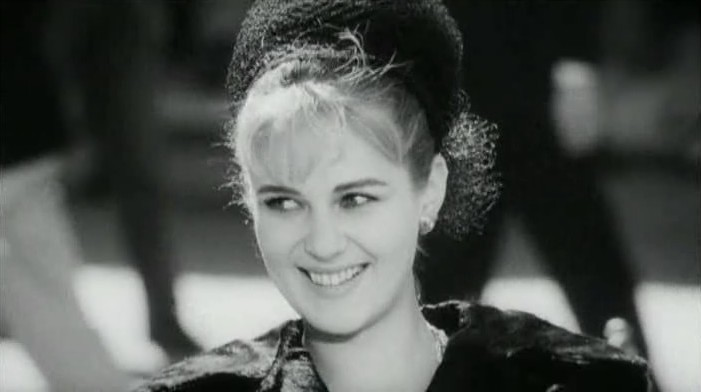
Beba Loncar nel film Signore & signori (1966) di Pietro Germi

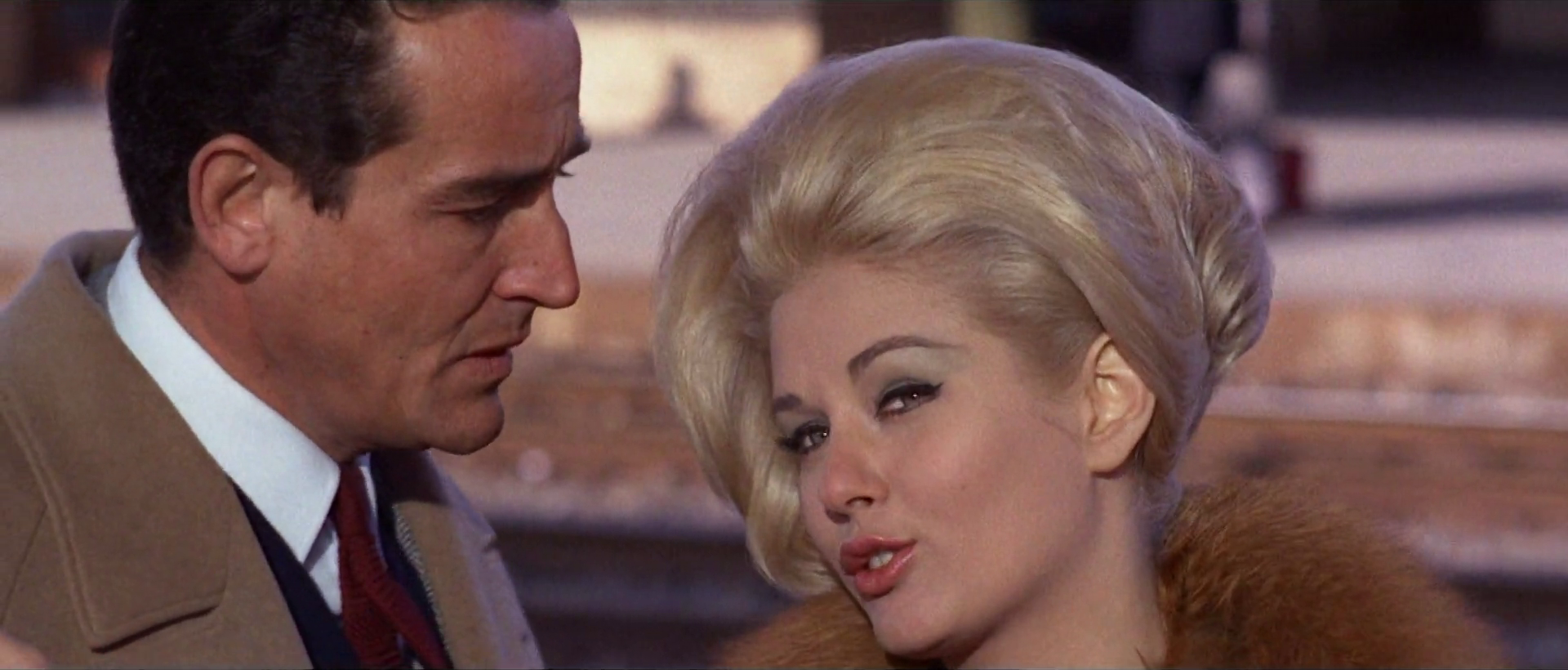
Vittorio Gassman e Beba Loncar nel film Slalom di Luciano Salce (1965)

- Nono cerchio (Deveti krug), regia di France Štiglic (1960)
- Ljubav i moda, regia di Ljubomir Radicevic (1960)
- Due (Dvoje), regia di Aleksandar Petrovic (1961)
- Prica2, episodio di Medaljon sa tri srca, regia di Vladan Slijepcevic (1962)
- Dr, regia di Soja Jovanovic (1962)
- Una vergine per il bandito (...und ewig knallen die Räuber), regia di Franz Antel (1962)
- Zemljaci, regia di Zdravko Randic (1963)
- Le lunghe navi (The Long Ships), regia di Jack Cardiff (1964)
- Un medico accusato (Ein Frauenarzt klagt an), regia di Falk Harnack (1964)
- Lito vilovito, regia di Obrad Gluscevic (1964)
- Sei pallottole per Ringo Kid (Freddy und das Lied der Prärie), regia di Sobey Martin (1964)
- Una donna dolce, dolce, episodio di La donna è una cosa meravigliosa, regia di Mauro Bolognini (1964)
- La Celestina P... R..., regia di Carlo Lizzani (1965)
- Colpo grosso ma non troppo (Le Corniaud), regia di Gérard Oury (1965)
- Quel porco di Maurizio, episodio di Letti sbagliati, regia di Steno (1965)
- Casanova '70, regia di Mario Monicelli (1965)
- Slalom, regia di Luciano Salce (1965)
- Il morbidone, regia di Massimo Franciosa (1965)
- Signore & signori, regia di Pietro Germi (1966)
- The Boy Cried Murder, regia di George P. Breakston (1966)
- All'ombra delle aquile, regia di Ferdinando Baldi (1966)
- Il massacro della foresta nera (Hermann der Cherusker - Die Schlacht im Teutoburger Wald), regia di Ferdinando Baldi (1966)
- I frutti amari (Fruits amers - Soledad), regia di Jacqueline Audry (1967)
- Agente speciale L.K. (Operazione Re Mida) (Lucky, el intrépido), regia di Jesús Franco (1967)
- I giorni della violenza, regia di Alfonso Brescia (1967)
- Soledad, regia di Mario Camus (1967)
- Scusi, facciamo l'amore?, regia di Vittorio Caprioli (1968)
- Cover Girl, regia di Germán Lorente (1968)
- Rapporto Fuller, base Stoccolma, regia di Sergio Grieco (1968)
- Quella carogna dell'ispettore Sterling, regia di Emilio P. Miraglia (1968)
- Alcune ragazze lo fanno (Some Girls Do), regia di Ralph Thomas (1969)
- Cuore di mamma, regia di Salvatore Samperi (1969)
- Sharon vestida de rojo , regia di Germán Lorente (1969)
- Interrabang, regia di Giuliano Biagetti (1969)
- Pussycat, Pussycat, I Love You, regia di Rod Amateau (1970)
- Cerca di capirmi, regia di Mariano Laurenti (1970)
- Brancaleone alle crociate, regia di Mario Monicelli (1970)
- Terza ipotesi su un caso di perfetta strategia criminale, regia di Giuseppe Vari (1972)
- Nicostrato, episodio di Decameron nº 3 - Le più belle donne del Boccaccio, regia di Italo Alfaro (1972)
- La ragazza dalla pelle di luna, regia di Luigi Scattini (1972)
- Perché si uccidono (La merde), regia di Mauro Macario (1975)
- La polizia ordina: sparate a vista, regia di Giulio Giuseppe Negri e Yilmaz Atadeniz (1976)
- Ragazzo di borgata, regia di Giulio Paradisi (1976)
- Sweet love dolce amore (La donneuse), regia di Jean-Marie Pallardy (1976)
- L'ascensore, episodio di Quelle strane occasioni, regia di Luigi Comencini, Nanni Loy e Luigi Magni (1976)
- Quella strana voglia d'amare, regia di Mario Imperoli (1977)
- Gli uccisori, regia di Fabrizio Taglioni (1977)
- Pakleni otok, regia di Vladimir Tadej (1979)
- Drugarčine, regia di Mića Milošević (1979)
- Roma, episodio de I seduttori della domenica (Les séducteurs), regia di Bryan Forbes, Édouard Molinaro, Gene Wilder e Dino Risi (1980)
- La villa delle anime maledette, regia di Carlo Ausino (1982)

### Televisione
- Mandragola, regia di Jovan Konjovic – film TV (1962)
- The Man Who Never Was – serie TV, episodio 1x04 (1966)
- Le evasioni celebri (Les évasions célèbres) – serie TV, episodio 1x07 (1972)
- Madigan – serie TV, episodio 1x05 (1973)
- Sabato sera dalle nove alle dieci – programma TV, 3 episodi (1973)
- Ho incontrato un'ombra – miniserie TV, 4 episodi (1974)
- Il superspia – miniserie TV, 3 episodi (1977)

## Programmi televisivi
- Hai visto mai? (1973)
- Settimo anno (1978)

## Doppiatrici italiane
Nelle versioni in italiano delle opere in cui ha recitato, Beba Loncar è stata doppiata da:
- Vittoria Febbi in La villa delle anime maledette, Quella carogna dell'ispettore Sterling, Letti sbagliati
- Luisella Visconti in All’ombra delle aquile, Il massacro della foresta nera
- Maria Pia Di Meo in I giorni della violenza
- Fiorella Betti in Rapporto Fuller, base Stoccolma
- Laura Gianoli in Interrabang
- Noemi Gifuni in Brancaleone alle crociate
- Germana Dominici in Quelle strane occasioni

## Discografia

### Singoli
- 1978 – ...Dentro...